# Haematopota personta
Haematopota personta är en tvåvingeart som beskrevs av Philip 1963. Haematopota personta ingår i släktet Haematopota och familjen bromsar. Inga underarter finns listade i Catalogue of Life.